# Hitomi Mieno
Hitomi Mieno (三重野 瞳 Mieno Hitomi?, Prefectura de Fukuoka, 21 de diciembre de 1977) es una cantante y guionista japonesa. Ha lanzado 17 sencillos y 11 álbumes desde su debut en 1994. Varias de sus canciones se han utilizado como temas de apertura y cierre de anime y audiodrama. También ha escrito los guiones de varias series de anime bajo el alias de Deko Akao (赤尾 でこ Akao Deko?), incluyendo a Noragami, Frame Arms Girl y Koi wa Ameagari no You ni.

## Discografía

### Álbumes
- KI ･ RA ･ RI PI ･ KA ･ RI (3 de mayo de 1995)
- All Weather Girl (16 de diciembre de 1995)
- ドラムカンサラダ (17 de diciembre de 1997)
- ベリー☆ロール (21 de agosto de 1998)
- 真空パック〜シングル・コレクション〜 (20 de marzo de 1999)
- 23.4 (23 de julio de 1999)
- 最高最強のうそつきになってやる。 (23 de agosto de 2000)
- Baby Leaf (21 de septiembre de 2001)
- 10歳 (8 de octubre de 2003)
- 2930〜にくみそ〜 (19 de diciembre de 2007)
- 20歳 (27 de agosto de 2014)[2]

### Sencillos
- "瞳にDiamond" (22 de junio de 1994) Tema de cierre de la serie de anime Haō Taikei Ryū Knight
- "Run -今日が変わるMagic-" (21 de octubre de 1994)
- "未知への扉" (16 de diciembre de 1994) Tema de cierre del audiodrama 聖刻覇伝 ラシュオーンの嵐
- "Wonderful Bravo!" (24 de mayo de 1995) Tema de cierre del audiodrama ゴクドーくん漫遊記外伝2 JAJA姫武遊伝
- "はじまりの冒険者たち" (21 de julio de 1995) Tema de cierre de la película de anime Legend of Crystania
- "Dollたちの独立記念日" (21 de octubre de 1995) Tema de apertura del audiodrama Haō Taikei Ryū Knight
- "Future" (21 de noviembre de 1996) Opening of 魔神英雄伝ワタル外伝 ピュア ピュア ヒミコ radio drama
- "風のシンフォニー" (4 de junio de 1997)
- "ひとつのハートで" (6 de noviembre de 1997) Tema de apertura de la serie de anime Cho Mashin Hero Wataru
- "BOYS BE AMBITIOUS" (6 de noviembre de 1997) Tema de cierre de la serie de anime Cho Mashin Hero Wataru
- "POWER OF DREAM" (22 de abril de 1998) Tema de apertura de la serie de anime Cho Mashin Hero Wataru
- "がんばって" (22 de abril de 1998) Tema de cierre de la serie de anime Cho Mashin Hero Wataru
- "瞳 Fall in Love" (23 de julio de 1998)
- "ガリレオの夜" (21 de mayo de 1999) Tema musical de 瞳と光央の爆発ラジオ
- "ゆっくり" (21 de abril de 2001) Tema de cierre de la serie de anime UFO Baby
- "Dearest" (25 de julio de 2001) Tema de apertura de la serie de anime I My Me! Strawberry Eggs
- "瞳でEle-phant!" (27 de agosto de 2014)

#### Otras canciones
- W – Infinity Tema de apertura de la serie de anime Gear Fighter Dendoh
- 風の翼 Tema de apertura de la ova Haō Taikei Ryū Knight: Adeu's Legend

## Trabajos como guionista

### Series de televisión
| Año  | Anime                                                                                   | Estudio                                  | Funciones                                                                                 | Refs.           |
| ---- | --------------------------------------------------------------------------------------- | ---------------------------------------- | ----------------------------------------------------------------------------------------- | --------------- |
| 2005 | Lime-iro Ryūkitan X                                                                     | A.C.G.T                                  | Guionista (#6, 9, 11)                                                                     | [ 3 ]           |
| 2005 | Akahori Gedō Hour Rabuge                                                                | Radix                                    | Guionista (#3, 10)                                                                        | [ 4 ]           |
| 2005 | Happy Seven                                                                             | Studio Hibari Trinet Entertainment       | Guionista (#10)                                                                           | [ 5 ]           |
| 2006 | Lemon Angel Project                                                                     | Radix                                    | Guionista (#8-9)                                                                          | [ 6 ]           |
| 2007 | Yes! Pretty Cure 5                                                                      | Toei Animation                           | Guionista (#26, 32, 37, 44)                                                               | [ 7 ]           |
| 2007 | Suteki Tantei Labyrinth                                                                 | Studio Deen                              | Guionista (#7, 13-14, 18, 21)                                                             | [ 8 ]           |
| 2008 | Yes! Pretty Cure 5 Go Go!                                                               | Toei Animation                           | Guionista (#5, 8, 12, 21-22, 28, 34, 42)                                                  | [ 9 ]           |
| 2008 | Jigoku Shōjo Mitsuganae                                                                 | Studio Deen                              | Guionista (#8, 18) Letra del tema principal                                               | [ 10 ]          |
| 2009 | Asura Cryin'                                                                            | Seven Arcs                               | Guionista (#5-8, 11-12)                                                                   | [ 11 ]          |
| 2009 | Natsu no Arashi!                                                                        | Shaft                                    | Guionista (#6-7, 10-11)                                                                   | [ 12 ]          |
| 2009 | Asura Cryin' 2                                                                          | Seven Arcs                               | Composición de la serie Guionista (#1-4, 6, 11-13)                                        | [ 13 ]          |
| 2009 | Natsu no Arashi! Akinaichū                                                              | Shaft                                    | Guionista (#4-7, 11)                                                                      | [ 14 ]          |
| 2009 | Yatterman                                                                               | Tatsunoko Production                     | Guionista (#41-42, 49, 53)                                                                | [ 15 ]          |
| 2009 | Gokujō!! Mecha Mote Iinchō                                                              | Shogakukan Music & Digital Entertainment | Guionista (#11, 18, 24, 29, 37, 40, 46, 50)                                               | [ 16 ]          |
| 2010 | Bakugan Battle Brawlers: New Vestroia                                                   | TMS Entertainment                        | Guionista (#47, 51)                                                                       | [ 17 ]          |
| 2010 | Arakawa Under the Bridge                                                                | Shaft                                    | Composición de la serie Guionista (#1-13)                                                 | [ 18 ]          |
| 2010 | Arakawa Under the Bridge x Bridge                                                       | Shaft                                    | Composición de la serie Guionista (#1-13)                                                 | [ 19 ]          |
| 2010 | Bakugan Battle Brawlers: Gundalian Invaders                                             | TMS Entertainment                        | Guionista (#8, 23, 30, 33)                                                                | [ 20 ]          |
| 2011 | HenSemi                                                                                 | Xebec                                    | Guionista (#6-7, 10-11)                                                                   | [ 21 ]          |
| 2011 | Pretty Rhythm: Aurora Dream                                                             | Tatsunoko Production                     | Composición de la serie Guionista (#1-2, 11-12, 20-21, 26, 33, 36-37, 41, 44, 49-50)      | [ 22 ]          |
| 2011 | Lotte no Omocha!                                                                        | Diomedéa                                 | Composición de la serie Guionista (#1-2, 4-5, 11-12)                                      | [ 23 ]          |
| 2011 | Bakugan Battle Brawlers: Mechtanium Surge                                               | TMS Entertainment                        | Guionista                                                                                 | [ 24 ]          |
| 2012 | Pretty Rhythm: Dear My Future                                                           | Tatsunoko Production Dongwoo A&E         | Composición de la serie Guionista (#1, 3, 8, 12-13, 20, 22, 26, 30, 37-38, 42)            | [ 25 ]          |
| 2012 | Nazo no Kanojo X                                                                        | Hoods Entertainment                      | Composición de la serie Guionista (#1-13)                                                 | [ 26 ]          |
| 2012 | Tonari no Kaibutsu-kun                                                                  | Brain's Base                             | Guionista (#5, 8, 10)                                                                     | [ 27 ]          |
| 2013 | Meganebu!                                                                               | Studio Deen                              | Composición de la serie Guionista (#1-2, 6, 11-12)                                        | [ 28 ]          |
| 2013 | BlazBlue: Alter Memory                                                                  | Studio Deen teamKG                       | Composición de la serie Guionista (#1-3, 5, 8, 11-12)                                     | [ 29 ]          |
| 2014 | Meshimase Lodoss-tō Senki Sorette Oishii no?                                            | Hoods Entertainment Studio Hibari        | Guionista (#1, 4, 7-8, 10, 12)                                                            | [ 30 ]          |
| 2014 | Noragami                                                                                | Bones                                    | Composición de la serie Guionista (#1-3, 6-7, 11-12)                                      | [ 31 ]          |
| 2014 | Pretty Rhythm: All Star Selection                                                       | Tatsunoko Production Dongwoo A&E         | Composición de la serie Guionista (#1-11)                                                 | [ 32 ]          |
| 2015 | Gintama°                                                                                | Bandai Namco Pictures                    | Guionista (#1)                                                                            | [ 33 ]          |
| 2015 | Etotama                                                                                 | Encourage Films Shirogumi                | Composición de la serie Guionista (#1-12)                                                 | [ 34 ]          |
| 2015 | Omakase! Miracle Cat-dan                                                                | OLM Digital                              | Guionista (#4, 15, 19, 27)                                                                | [ 35 ]          |
| 2015 | Akagami no Shirayuki-hime                                                               | Bones                                    | Composición de la serie Guionista (#1-2, 4, 8-9, 11)                                      | [ 36 ]          |
| 2015 | Noragami Aragoto                                                                        | Bones                                    | Composición de la serie Guionista (#1-3, 7, 10, 12-13)                                    | [ 37 ]          |
| 2015 | Kamisama Minarai: Himitsu no Cocotama                                                   | OLM                                      | Guionista (#2, 9, 14, 20, 25, 30, 38, 40, 47, 53, 58, 62, 66, 71, 76)                     | [ 38 ]          |
| 2016 | Akagami no Shirayuki-hime 2nd Season                                                    | Bones                                    | Composición de la serie Guionista (#13, 18-19, 24)                                        | [ 39 ]          |
| 2016 | Flying Witch                                                                            | J.C.Staff                                | Composición de la serie Guionista (#1-2, 5, 8, 12)                                        | [ 40 ]          |
| 2016 | B-Project ~Kodō*Ambitious~                                                              | A-1 Pictures                             | Composición de la serie Guionista (#1-3, 5, 8, 12)                                        | [ 41 ]          |
| 2016 | 12-Sai. Chicchana Mune no Tokimeki                                                      | OLM                                      | Guionista (#3, 10)                                                                        | [ 42 ]          |
| 2016 | Amanchu!                                                                                | J.C.Staff                                | Composición de la serie Guionista (#1-13)                                                 | [ 43 ]          |
| 2016 | 12-Sai. Chicchana Mune no Tokimeki 2nd Season                                           | OLM                                      | Guionista (#16, 21)                                                                       | [ 44 ]          |
| 2016 | Hatsukoi Monster                                                                        | Studio Deen                              | Composición de la serie Guionista (#5, 8, 12)                                             | [ 45 ]          |
| 2016 | 3-Nen D-Gumi Glass no Kamen                                                             | DLE                                      | Guionista (#1-13)                                                                         | [ 46 ]          |
| 2017 | Gan Gan Ganko-chan                                                                      | 10Gauge                                  | Composición de la serie Guionista (#1-10)                                                 | [ 47 ]          |
| 2017 | Urara Meirochō                                                                          | J.C.Staff                                | Composición de la serie Guionista (#2, 5, 8, 11-12)                                       | [ 48 ]          |
| 2017 | Frame Arms Girl                                                                         | Zexcs Studio A-Cat                       | Composición de la serie Guionista (#1-2, 6-7, 10-12)                                      | [ 49 ]          |
| 2017 | Fukumenkei Noise                                                                        | Brain's Base                             | Composición de la serie Guionista (#1-12)                                                 | [ 50 ]          |
| 2017 | PriPri Chi-chan!!                                                                       | OLM                                      | Guionista (#3-4, 6, 14-17, 21, 25, 30, 34)                                                | [ 51 ]          |
| 2017 | Snack World                                                                             | OLM OLM Digital                          | Guionista (#5, 11, 20, 25, 31, 38, 45)                                                    | [ 52 ]          |
| 2018 | Koi wa Ameagari no You ni                                                               | Wit Studio                               | Composición de la serie Guionista (#1-3, 7, 11-12)                                        | [ 53 ]          |
| 2018 | Miira no Kaikata                                                                        | 8-Bit                                    | Composición de la serie Guionista (#1-3, 7, 11-12)                                        | [ 54 ]          |
| 2018 | Rokuhōdō Yotsuiro Biyori                                                                | Zexcs                                    | Composición de la serie Guionista (#1, 6, 11-12)                                          | [ 55 ]          |
| 2018 | Gan Gan Ganko-chan 2nd Season                                                           | 10Gauge                                  | Composición de la serie                                                                   | [ 56 ]          |
| 2018 | 3D Kanojo                                                                               | Hoods Entertainment                      | Composición de la serie Guionista (#1-2, 6, 10-12)                                        | [ 57 ]          |
| 2018 | Amanchu! Advance                                                                        | J.C.Staff                                | Composición de la serie Guionista (#1-3, 5, 7-9, 12)                                      | [ 58 ]          |
| 2018 | Ongaku Shōjo                                                                            | Studio Deen                              | Composición de la serie Guionista (#1-2, 5, 7, 11-12)                                     | [ 59 ]          |
| 2018 | Merc Storia: Mukiryoku no Shōnen to Bin no Naka no Shōjo                                | Encourage Films                          | Guionista (#1)                                                                            | [ 60 ]          |
| 2018 | Layton Mystery Tanteisha: Katori no Nazotoki File                                       | Liden Films                              | Guionista (#4, 8, 16, 22, 25, 31, 38, 45)                                                 | [ 61 ]          |
| 2018 | Zoids Wild                                                                              | OLM                                      | Guionista (#5, 12, 16, 24, 31, 41, 48)                                                    | [ 62 ]          |
| 2018 | Kira Kira Happy Hirake! Cocotama                                                        | OLM                                      | Guionista (#8, 13, 20, 26, 33, 40, 46, 54)                                                | [ 63 ]          |
| 2019 | 3D Kanojo: Real Girl 2nd Season                                                         | Hoods Entertainment                      | Composición de la serie Guionista (#13, 18, 22-24)                                        | [ 64 ]          |
| 2019 | Dōkyonin wa Hiza, Tokidoki, Atama no Ue.                                                | Zero-G                                   | Composición de la serie Guionista (#1-3, 5, 8, 11-12)                                     | [ 65 ]          |
| 2019 | Carole & Tuesday                                                                        | Bones                                    | Guionista (#1-2, 5, 9, 14, 19, 23)                                                        | [ 66 ]          |
| 2019 | Inazuma Eleven: Orion no Kokuin                                                         | OLM                                      | Guionista (#31, 35, 39, 44)                                                               | [ 67 ]          |
| 2019 | Tsūjō Kōgeki ga Zentai Kōgeki de Ni-kai Kōgeki no Okāsan wa Suki Desu ka?               | J.C.Staff                                | Composición de la serie Guionista (#1-4, 7-8, 12)                                         | [ 68 ]          |
| 2019 | Chōjin-Kōkōseitachi wa Isekai demo Yoyu de Ikinuku Yōdesu!                              | Project No.9                             | Composición de la serie Guionista (#1, 4, 7-8, 12)                                        | [ 69 ]          |
| 2019 | Assasin's Pride                                                                         | EMT Squared                              | Composición de la serie Guionista (#1, 12)                                                | [ 70 ]          |
| 2019 | Viajes Pokémon                                                                          | OLM                                      | Guionista (#4, 7, 17, 22, 40-41, 48, 58, 69, 78, 91-92, 106)                              | [ 71 ]          |
| 2020 | Oshi ga Budōkan Ittekuretara Shinu                                                      | 8-Bit                                    | Composición de la serie Guionista (#1-3, 6, 8, 11-12)                                     | [ 72 ]          |
| 2020 | Shadowverse                                                                             | Zexcs                                    | Composición de la serie Guionista (#1-3, 6, 13, 19, 23-28, 32-34, 37-38, 45-48)           | [ 73 ]          |
| 2021 | Tatoeba Last Dungeon Mae no Mura no Shōnen ga Joban no Machi de Kurasu Yō na Monogatari | Liden Films                              | Composición de la serie Guionista (#1-4, 12)                                              | [ 74 ]          |
| 2021 | Hige wo Soru. Soshite Joshi Kōsei wo Hirou.                                             | Project No.9                             | Composición de la serie Guionista (#1-3, 7-8, 11-13)                                      | [ 75 ]          |
| 2021 | Vanitas no Carte                                                                        | Bones                                    | Composición de la serie Guionista (#1-5, 7, 10-12)                                        | [ 76 ]          |
| 2021 | Tantei wa Mou, Shindeiru.                                                               | ENGI                                     | Composición de la serie Guionista (#1, 2, 5, 9, 12)                                       | [ 77 ]          |
| 2021 | Meikyū Black Company                                                                    | Silver Link                              | Composición de la serie Guionista (#1-2, 5-7, 9, 11-12)                                   | [ 78 ]          |
| 2021 | Komi-san wa, Komyushō desu.                                                             | OLM                                      | Composición de la serie Guionista (#1-5, 8, 12)                                           | [ 79 ]          |
| 2022 | Tensai Ōji no Akaji Kokka Saisei Jutsu                                                  | Yokohama Animation Laboratory            | Composición de la serie Guionista (#1-2, 11-12)                                           | [ 80 ]          |
| 2022 | Shadowverse Flame                                                                       | Zexcs                                    | Composición de la serie Guionista (#1, 4-5, 13-14, 18-20, 24-27, 34-35, 38-39, 42, 49-50) | [ 81 ]          |
| 2022 | Komi-san wa, Komyushō desu. 2nd Season                                                  | OLM                                      | Composición de la serie Guionista (#13, 23-24)                                            | [ 82 ]          |
| 2022 | Shachiku-san wa Yōjo Yūrei ni Iyasaretai                                                | Project No.9                             | Composición de la serie Guionista (#1, 5, 12)                                             | [ 83 ]          |
| 2022 | Mamahaha no Tsurego ga Motokano datta                                                   | Project No.9                             | Composición de la serie Guionista (#1, 4-5, 11-12)                                        | [ 84 ]          |
| 2022 | Soredemo Ayumu wa Yosetekuru                                                            | Silver Link                              | Composición de la serie Guionista (#1-3, 5, 7, 9, 12)                                     | [ 85 ]          |
| 2023 | Isekai wa Smartphone to Tomo ni 2nd Season                                              | J.C.Staff                                | Composición de la serie Guionista (#1-3, 6, 11-12)                                        | [ 86 ]          |
| 2023 | Kizuna no Allele                                                                        | Wit Studio Signal.MD                     | Composición de la serie Guionista (#1-2, 9)                                               | [ 87 ]          |
| 2023 | Higeki no Genkyō to naru Saikyō Gedō Last Boss Joō wa Min no tame ni Tsukushimasu       | OLM                                      | Composición de la serie Guionista (#1-4, 9, 12)                                           | [ 88 ]          |
| 2023 | Ragna Crimson                                                                           | Silver Link                              | Composición de la serie Guionista (#1-24)                                                 | [ 89 ]          |
| 2023 | Kizuna no Allele Season 2                                                               | Wit Studio Signal.MD                     | Composición de la serie Guionista (#8, 12)                                                | [ 90 ]          |
| 2023 | Buta no Liver wa Kanetsu Shiro                                                          | Project No.9                             | Composición de la serie Guionista (#1, 4-5, 8, 11-12)                                     | [ 91 ]          |
| 2023 | Tearmoon Teikoku Monogatari                                                             | Silver Link                              | Composición de la serie Guionista (#1-4, 11-12)                                           | [ 92 ]          |
| 2024 | Sasaki to Pii-chan                                                                      | Silver Link                              | Composición de la serie Guionista (#1-3, 5-6, 11-12)                                      | [ 93 ]          |
| 2024 | Kekkon Yubiwa Monogatari                                                                | Staple Entertainment                     | Composición de la serie Guionista (#1-4, 7-8, 11-12)                                      | [ 94 ]          |
| 2024 | Isekai de Mofumofu Nadenade Suru Tameni Ganbattemasu                                    | EMT Squared                              | Composición de la serie Guionista (#1-2, 6, 11-12)                                        | [ 95 ]          |
| 2024 | Gekai Elise                                                                             | Maho Film                                | Composición de la serie Guionista (#1-2, 9, 11-12)                                        | [ 96 ]          |
| 2024 | Unnamed Memory                                                                          | ENGI                                     | Composición de la serie Guionista (#1, 11-12)                                             | [ 97 ] [ 98 ]   |
| 2024 | VTuber nanda ga Haishin Kiriwasuretara Densetsu ni Natteta                              | TNK                                      | Composición de la serie Guionista (#1-2, 8, 12)                                           | [ 99 ]          |
| 2024 | Kimi wa Meido-sama                                                                      | Felix Film                               | Composición de la serie Guionista (#1-4, 6-7, 12)                                         | [ 100 ]         |
| 2024 | Gōkon ni Ittara Onna ga Inakatta Hanashi                                                | Ashi Productions                         | Composición de la serie Guionista (#1, 3, 5, 7, 12)                                       | [ 101 ]         |
| 2024 | Yōkai Gakkō no Sensei Hajimemashita!                                                    | Satelight                                | Composición de la serie Guionista (#1-3, 5-7, 11)                                         | [ 102 ]         |
| 2025 | Unnamed Memory Act.2                                                                    | ENGI                                     | Composición de la serie Guionista (#23-24)                                                | [ 103 ]         |
| 2025 | Kijin Gentōshō                                                                          | Yokohama Animation Laboratory            | Composición de la serie                                                                   | [ 104 ] [ 105 ] |
| 2025 | Witch Watch                                                                             | Bibury Animation Studios                 | Composición de la serie Guionista (#1-2, 5, 10, 12, 15, 17)                               | [ 106 ]         |
| 2025 | Kanchigai no Atelier Meister                                                            | EMT Squared                              | Composición de la serie Guionista (#1, 7, 12)                                             | [ 107 ]         |
| 2025 | Saigo ni Hitotsu dake Onegai shitemo Yoroshii deshō ka                                  | Liden Films                              | Composición de la serie                                                                   | [ 108 ]         |
| 2025 | Yano-kun no Futsū no Hibi                                                               | Ajia-do Animation Works                  | Composición de la serie                                                                   | [ 109 ]         |
| 2025 | Tsuihōsha Shokudō e Yōkoso!                                                             | OLM                                      | Composición de la serie                                                                   | [ 110 ]         |
| 2026 | Tensei Shita Daiseijo wa, Seijo de Aru Koto wo Hitakakusu                               | Felix Film                               | Composición de la serie                                                                   | [ 111 ]         |
| 2026 | Tantei wa Mou, Shindeiru. Season 2                                                      | ENGI                                     | Composición de la serie                                                                   | [ 112 ]         |
| —    | Kekkon Yubiwa Monogatari 2nd Season                                                     | Staple Entertainment                     | Composición de la serie                                                                   | [ 113 ] [ 114 ] |
| —    | Himekishi-sama no Himo                                                                  | Blade                                    | Composición de la serie                                                                   | [ 115 ]         |

### Películas
| Año  | Anime                                                         | Estudio                      | Funciones               | Refs.   |
| ---- | ------------------------------------------------------------- | ---------------------------- | ----------------------- | ------- |
| 2011 | Mahō Sensei Negima! Movie: Anime Final                        | Shaft Studio Pastoral        | Guionista               | [ 116 ] |
| 2014 | Pretty Rhythm Movie: All Star Selection - Prism Show☆Best Ten | Tatsunoko Production 10Gauge | Guionista               | [ 117 ] |
| 2015 | Tobidasu PriPara: Mi~nna de Mezase! Idol☆Grand Prix           | 10Gauge                      | Guionista               | [ 118 ] |
| 2019 | Frame Arms Girl: Kyakkyau Fufu na Wonderland                  | Zexcs Studio A-Cat           | Composición de la serie | [ 119 ] |

### OVAs
| Año  | Anime                                                       | Estudio      | Funciones                         | Refs.   |
| ---- | ----------------------------------------------------------- | ------------ | --------------------------------- | ------- |
| 2011 | Lotte no Omocha! EX                                         | Diomedéa     | Composición de la serie Guionista | [ 120 ] |
| 2012 | Hanayaka Nari, Waga Ichizoku: Kinetograph                   | Anpro teamKG | Guionista (#1-2)                  | [ 121 ] |
| 2016 | Akagami no Shirayuki-hime: Nandemonai Takaramono, Kono Page | Bones        | Composición de la serie           | [ 122 ] |

### ONAs
| Año  | Anime                                      | Estudio                                  | Funciones                         | Refs.   |
| ---- | ------------------------------------------ | ---------------------------------------- | --------------------------------- | ------- |
| 2012 | Koi-ken!: Watashitachi Anime ni Nacchatta! | Marvy Jack                               | Guionista (#1-12)                 | [ 123 ] |
| 2014 | Monster High: Kowa-ike Girls               | Shogakukan Music & Digital Entertainment | Guionista (#1-8)                  | [ 124 ] |
| 2021 | Etotama: Nyankyaku Banrai                  | Shirogumi                                | Composición de la serie Guionista | [ 125 ] |